# Setaphora patiencei
Setaphora patiencei là một loài chân đều trong họ Philosciidae. Loài này được Bagnall miêu tả khoa học năm 1908.